# Želkovice
Želkovice è un comune della Repubblica Ceca facente parte del distretto di Louny, nella regione di Ústí nad Labem.